# Gonomyia pararamifera
Gonomyia pararamifera är en tvåvingeart som beskrevs av Alexander 1960. Gonomyia pararamifera ingår i släktet Gonomyia och familjen småharkrankar. Inga underarter finns listade i Catalogue of Life.